# مثلث مساقط

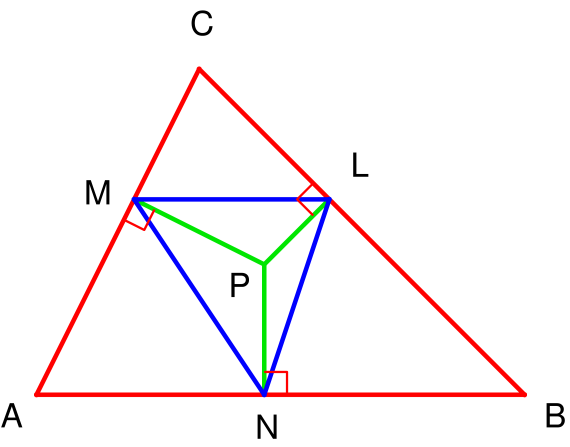
مثلث الدواسة (لون أزرق).

في الهندسة الرياضية، مثلث الدواسة (بالإنجليزية: pedal triangle)‏ يتم الحصول عليه بإسقاط نقطة تقع داخل المثلث على أضلاع مثلث ما.

## وصلات خارجية
- إيريك ويستاين، مثلث الدواسة، ماثوورلد Mathworld (باللغة الإنكليزية).